# Делькредере
Делькре́дере (нем. Delkredere — поручительство, от итал. del credere — на веру) — ручательство комиссионера перед комитентом по договору комиссии за исполнение третьим лицом обязательств по той сделке, которую комиссионер заключил для комитента с этим третьим лицом во исполнение указаний комитента. В отсутствие такого ручательства комиссионер не несёт ответственности за третье лицо перед комитентом за неисполнение заключённой для последнего сделки этим третьим лицом. В случае неисполнения третьим лицом сделки, заключенной с ним комиссионером, комиссионер обязан немедленно сообщить об этом комитенту, собрать необходимые доказательства, а также по требованию комитента передать ему права по такой сделке с соблюдением правил об уступке требования (ст 991 ГК РФ).
Вознаграждение за делькредере не входит в комиссионное вознаграждение и может быть установлено договором комиссии как отдельное вознаграждение комиссионера.